# Arsen Roje
Arsen Roje (Split, 25. lipnja 1937. – Los Angeles, 11. srpnja 2007.) bio je hrvatski slikar i ilustrator koji je godinama djelovao u Los Angelesu. 

## Životopis
Kraće je vrijeme studirao na Akademiji likovnih umjetnosti u Zagrebu. U Pariz je odselio 1965., u New York 1968., a u Los Angeles 1971. Tu je ostao i radio do smrti.
Iako je poduzimao umjetničke izlete u apstrakciju, redovito se vraćao figuraciji, slikajući dijelove svog tijela, poglavito ruke. Svoju je šaku iskoristio i kao model za svoj čuveni plakat za Altmanov satirični antiratni film M*A*S*H: prstima je naznačio znak mira, na jedan od njih nataknuo vojnu kacigu, a na dva ženske cipele s visokim potpeticama. Za taj plakat dobio je nagradu Motion Picture Advertising Award 1970. Ponovo ju je dobio 1977. za plakat za Fellinijev film Casanova.
U svojim kasnijim radovima identificirao se s redukcionizmom Samuela Becketta, koji je na njega ostavio glavni intelektualni utjecaj.

## Izložbe
- 1963. Biennale u Poreču
- 1984. Samostalna izložba, O.K. Harris Works of Art, New York
- 1987. Modernism, San Francisco
- 1990. Samostalna izložba, Tortue Gallery, Santa Monica
- 1998. Samostalna izložba, O.K. Harris, New York
- 2008. Samostalna izložba TBT, Peres Projects, Los Angeles
- 2009. Samostalna izložba Body Parts, Peres Projects, Los Angeles
- 2019. Retrospektivna izložba, Galerija umjetnina u Splitu

## Poveznice
- Pop art
- Ekspresionizam

## Vanjske poveznice
- ArtOdyssey  Arhivirana inačica izvorne stranice od 9. lipnja 2019. (Wayback Machine)
- La conciglia di Venere
- Exhibition-ism  Arhivirana inačica izvorne stranice od 9. lipnja 2019. (Wayback Machine)
- Arsen Roje, "Body Parts", 2009